# Котел
Котел (буг. Котел) град је у Републици Бугарској, у средишњем делу земље. Град је седиште истоимене општине Котел у оквиру Сливенске области.

## Географија
Град Котел се налази у средишњем делу Бугарске. Од престонице Софије град је удаљен 360 km, а од обласног средишта, Сливена град је удаљен 50 km северно.
Област Котела горе представља најсевернији део историјске покрајине Тракија. Град се сместио у оквиру планинског система Балкана, на знатној надморској висини од 530 m.
Клима у граду је измењено континентална.

## Историја
Област Котела је првобитно била насељена Трачанима. После тога овим подручјем владају стари Рим, Византија, средњовековна Бугарска, а затим је пала је подручје пало под власт Османлија. 1885. године град је постао део савремене бугарске државе.

## Срби у Казану
Котел или по српски "Казан", је место у данашњој Бугарској, где су живели и Срби. Превео је тако са руског на славено-бугарски језик, једну теолошку књигу учени Србин из Котела - Анастас Стојановић и Антоније Јовановић. Ту књигу су финансијски помогли Котелци Срби - Афанас Беровић и Тини Драгановић. Купили су исту књигу у Букурешту читаоци: "Благородниј господин Бухурдандзи-баша Теодориди Петровић от Котел и Стојко Геновић абаџија из Котела. Другу књигу о општој историји, на бугарском језику набавио је 1836. године у Казану - Иванчо Хаџи Недељковић. Популарно Илићево забавно штиво читало се 1839. године у "Казану". У Видину су га узели пренумеранти: Дионизије од Казан јерођакон код видинског митрополита и Теохар Поповић "житељ казански, љубитељ Книжества".

## Становништво
По проценама из 2010. године град Котел имао око 6.200 становника. Већина градског становништва су етнички Бугари. Остатак чине мањински Роми и Грци-Каракачани (који су посебност овог краја). Последњих 20ак година град губи становништво због удаљености од главних токова развоја у земљи.
Претежна вероисповест становништва је православна, а мањинска ислам.

## Галерија
- Главни градски трг
- Дом културе у Котелу
- Улица у Котелу